# Zorins
Els zorins (Zorinae) són un grup d'aranyes araneomorfes que havien tingut el reconeixement de família però fou traslladat i considerat un sinònim inferior dins els Miturgidae com a subfamília. No construeixen teranyines.

## Sistemàtica
El grup compta, amb les dades acumulades fins al 9 de novembre de 2006, amb 13 gèneres i 73 espècies. Moltes espècies viuen al tròpic (Sud-amèrica, Austràlia, Àfrica, Àsia). Israzorides judaeus és endèmica d'Israel, i algunes espècies del gènere Zora ocupen hàbitats més freds als EUA i a Europa, on arriben fins a Suècia. És un grup en què és difícil determinar les espècies, sobretot en el gènere Zora.
- Argoctenus L. Koch, 1878 (Nova Zelanda, Austràlia)
- Elassoctenus Simon, 1909 (Austràlia)
- Hestimodema Simon, 1909 (Austràlia)
- Hoedillus Simon, 1898 (Guatemala)
- Israzorides Levy, 2003 (Israel)
- Odo Keyserling, 1887 (Centreamèrica i Sud-amèrica, Austràlia)
- Odomasta Simon, 1909 (Tasmània)
- Simonus Ritsema, 1881 (Austràlia)
- Thasyraea L. Koch, 1878 (Austràlia)
- Voraptus Simon, 1898 (Àfrica)
- Xenoctenus Mello-Leitão, 1938 (Argentina)
- Zora C. L. Koch, 1847 (Paleàrtic)
- Zoroides Berland, 1924 (Austràlia)